# Georges-Sully Chapus
Georges-Sully Louis Chapus (* 25. März 1887 in Crupies, Département Drôme; † 25. Juni 1964 in Belmont-sur-Lausanne, Schweiz), häufig auch als G. S. Chapus zitiert, war ein französischer Gymnasiallehrer und Linguist, der sich insbesondere der Sprache der Merina, der größten madagassischen Volksgruppe, widmete.

## Leben
Chapus war der Sohn eines hugenottischen Lehrers. Nach Schulbesuchen in Crupies und Dieulefit absolvierte er Lyceen in Tournon und Lyon, wo er 1907 sein Baccalauréat in Philosophie und klassischen Sprachen (Latein und Griechisch) erwarb. 1910 folgte die Licence in Italienisch und 1912 ein Diplôme d’etudes supérieures de langues et litteratures et etrangeres vivantes (Diplom in modernen Sprachen und Literatur und Fremdsprachen) mit dem Schwerpunkt Englisch. Anschließend ging er nach Basses-Alpes (heute Département Alpes-de-Haute-Provence), wo er bis zum Anbruch des Ersten Weltkrieges am Lycee in Digne-les-Bains unterrichtete. 1917 wurde Chapus zum Honorarprofessor für Sprachen am Lycee Gallieni in Tananarive, Madagaskar, ernannt, wo er auch seine spätere Frau kennenlernte. Er interessierte sich sehr für die madagassische Sprache des Hochlandes, Merina, in seiner ursprünglichen Form, über die er zwei Dissertationen für seinen Doktortitel vorbereitete, den er im Juni 1930 an der Fakultät von Montpellier verteidigte. Die erste Arbeit lautete L’organisation de l’enseignement à Madagascar sous l’administration du général Gallieni: (1696–1905) und die zweite Les Imeriniens dans les Contes des Anciens (Traductions et études)
Neben seiner Lehrtätigkeit am Lycée de Garçons in der madagassischen Hauptstadt, wo er 1932 zum Beauftragten für öffentliche Bildung ernannt wurde, verfasste er zahlreiche Aufsätze, die die Academie Malgache, die ihn 1923 zum korrespondierenden Mitglied und 1933 zum ordentlichen Mitglied ernannte, in ihrem jährlichen Bulletin veröffentlichte. Siebenundzwanzig Jahre lang, bis zu seiner Pensionierung im Jahr 1944, unterrichtete Chapus zahllose französische Jungen, zu denen sich im Verlauf der Jahre immer mehr Madagassen gesellten, die die Abiturprüfungen anstrebten, um bessere Chancen bei der Bewerbung um eine Beamtenstelle zu erhalten. Neben dieser offiziellen und privaten Ausbildung setzte Chapus seine Arbeit als Historiker und Populärwissenschaftler mit dem Verfassen von Büchern und Artikeln fort.
Nach seiner Pensionierung unterrichtete Chapus zwei Jahre an der US-amerikanischen Universität in Beirut, Libanon, und betrieb einige Studien über die Armenier. Doch schon bald kehrte er nach Madagaskar zurück und unterrichtete sieben Jahre lang madagassische Jugendliche am Lehrerseminar der norwegisch-lutherischen Mission in Antsirabe, der Hauptstadt der Region Vakinankaratra.
Zu den Veröffentlichungen von Chapus zählen Historique du Reveil de Farihimena (1951, in Zusammenarbeit mit F. Bothun) und Rainilaiarivony: un homme d'État malgache (1953, mit Gustave Mondain). 1952 vollendete und veröffentlichte er das Werk Histoire des populations de Madagascar von André Jean Dandouau. In Zusammenarbeit mit Emmanuel Ratsimba übersetzte er die Schrift Tantaran'ny Andriana von R. P. Callet unter dem Titel Histoire des Rois, deren Manuskripte 1953 der Academie Malgache übergeben und 1958 veröffentlicht worden waren. 1953 kehrte Chapus mit seiner Familie nach Europa zurück und wurde 1955 zum ordentlichen Mitglied der Academie des Sciences coloniales in Paris gewählt, der er seit 1948 als korrespondierendes Mitglied angehörte. Zudem war er korrespondierendes Mitglied der Societe de l’histoire de Ile Maurice (1939), der Société de géographie und der Societe des Amis du Parc zoologique et botanique de Tananarive (1953).

## Auszeichnungen
1938 erhielt Chapus den Titel eines Chevalier de l’Ordre de l’Etoile d’Anjouan.